# Corps étranger (film, 2011)
 (août 2021).
Pour les articles homonymes, voir Corps étranger, Les Corps étrangers et Corps étranger (film).
Ne doit pas être confondu avec Corps étranger (film, 2016).
Série Trilogie de Christophe Hermans sur l'adolescence
Éclaireurs
(2015)
Pour plus de détails, voir Fiche technique et Distribution.
Corps étranger est un film documentaire belge francophone de 2011 réalisé par Christophe Hermans.
Le film suit la vie d'Arnaud, un jeune homme en surpoids d'une vingtaine d'années qui décide de subir une opération de réduction de l'estomac.
Corps Étranger est le premier film de la trilogie de Christophe Hermans sur l'adolescence. Il sera suivi par Éclaireurs en 2015 et par Victor en 2019.

## Fiche technique
- Titre original : Corps étranger
- Réalisation : Christophe Hermans
- Photographie : Christophe Hermans
- Montage : Joël Mann
- Production : Jean-Yves Roubin
- Société de production : Frakas Productions[1], Wallonie Image Production, Anotherlight
- Pays :  Belgique
- Langue : français
- Genre : documentaire
- Durée : 51 minutes[2]
- Dates de sortie : 5 octobre 2011

## Récompenses
- Festival Imagésanté de Liège : Prix du Premier Film "Alimentation et Santé"
- Festival international du film francophone de Namur : Prix du Public (Documentaire)
- Festival des Nations d'Ebensee : Ours de Bronze